# Kąty (powiat bialski)
Kąty (dawniej Konty) – wieś w Polsce położona w województwie lubelskim, w powiecie bialskim, w gminie Kodeń. 
Wieś magnacka położona była w końcu XVIII wieku w hrabstwie kodeńskim w powiecie brzeskolitewskim województwa brzeskolitewskiego. W latach 1867–1943 wieś i folwark Konty należały do gminy Kostomłoty. W 1943 roku przyłączone zostały, wraz z całą gminą Kostomłoty, do gminy Kodeń, powiat Biała Podlaska. W latach 1975–1998 miejscowość należała administracyjnie do województwa bialskopodlaskiego.

## Właściciele
Co najmniej od roku 1511 Kodeń wraz z okolicą należał do magnackiego rodu Sapiehów.
W dawnych czasach wieś zwano Kosty, tak też jest notowana wśród dóbr kodeńskich w wykazie z 1677 roku. W XVII wieku pojawia się nazwa Konety lub Konty. Według wykazu dóbr kodeńskich z 1710 roku istniał tu folwark Waśkowy Kut oraz obok niego dwie wsie: Konty i Wołoszki.
Dnia 6 marca 1717 roku majątek Konty wymieniony jest jako wchodzący w skład dóbr Kodeńskich Sapiehów.
20 maja 1781 roku Kazimierz Nestor Sapieha zbywa folwark Konty, należący do dóbr Kodeńskich, za 80.000 zł, Antoniemu Bazylemu Dzieduszyckiemu. Dzieduszycki, z powodu znacznej odległości od innych swoich dóbr, zwraca 19 grudnia 1787 roku nabyty poprzednio od Sapiehy folwark Konty i otrzymuje z powrotem 80.000 zł.
Około 1826 roku zadłużone dobra kodeńskie Kazimierza Sapiehy zostają rozsprzedane.
W 1882 roku właścicielami są Sieńkiewiczowie. 
Właścicielem majątku Konty do 3 czerwca 1905 roku był Feliks Klemens Błociszewski a następnie jego spadkobiercy.

## Ludność
W 1827 roku było tu 30 domów i 178 mieszkańców. 
W 1882 roku we wsi były 32 domy i 178 mieszkańców, liczyła 1782 morgi obszaru. Rozległość folwarku natomiast wynosiła 1211 mórg: grunty orne i ogrody 512 mórg, łąki 146 mórg, pastwiska 19 mórg, lasy 511 mórg, nieużytki i place 23 mórg, były 3 budynki murowane i 11 drewnianych. 
Po II wojnie światowej, w latach 1947–1950, w związku z operacją Wisła, wielu mieszkańców wsi zostało wysiedlonych. Od 1957 roku zaczęli powracać na swoje włości. 
W 2011 roku, wieś liczyła 70 mieszkańców i była jedenastą co do wielkości miejscowością gminy Kodeń. 
W 2021 roku liczba ludności to 69 z czego 52,2% mieszkańców stanowią kobiety, a 47,8% ludności to mężczyźni.

## Wiara
Wierni kościoła rzymskokatolickiego należą do parafii św. Anny w Kodniu, natomiast katolicy obrządku wschodniego do parafii unickiej pw. św. Nikity w Kostomłotach.
We wsi znajduje się cerkiew prawosławna Ścięcia Głowy św. Jana Chrzciciela, należąca do parafii w Zahorowie.